# Алексеј Жукањенко
Алексеј Јурјевич Жукањенко (рус. Алексей Юрьевич Жуканенко; Алма Ата, СССР, 18. мај 1986) је руски кошаркаш. Игра на позицији крилног центра, а тренутно наступа за Астану.